# Nuoto in acque libere ai campionati mondiali di nuoto 2007 - 25 km maschili
La gara dei 25 km in acque libere maschile dei campionati mondiali di nuoto 2007 è stata disputata il 25 marzo presso la spiaggia di St Kilda. Alla gara hanno preso parte 20 atleti.
La competizione è stata vinta dal nuotatore russo Jurij Kudinov, mentre l'argento e il bronzo sono andati rispettivamente all'Italiano Marco Formentini e all'egiziano Mohamed Zanaty.

## Medaglie
| Posizione | Atleta           | Nazionalità |
| --------- | ---------------- | ----------- |
| Oro       | Jurij Kudinov    | Russia      |
| Argento   | Marco Formentini | Italia      |
| Bronzo    | Mohamed Zanaty   | Egitto      |

## Risultati
| Pos. | Atleta                  | Nazionalità | Tempo      | Punti |
| ---- | ----------------------- | ----------- | ---------- | ----- |
| 1    | Jurij Kudinov           | Russia      | 5h16'45"55 | 18    |
| 2    | Marco Formentini        | Italia      | 5h18'36"80 | 16    |
| 3    | Mohamed Zanaty          | Egitto      | 5h19'23"23 | 14    |
| 4    | Mark Warkentin          | Stati Uniti | 5h20'42"01 | 12    |
| 5    | Josh Santacaterina      | Australia   | 5h20'55"89 | 10    |
| 6    | Petăr Stojčev           | Bulgaria    | 5h22'55"82 | 8     |
| 7    | Andrea Volpini          | Italia      | 5h24'10"62 | 6     |
| 8    | Stéphane Gomez          | Francia     | 5h25'02"19 | 5     |
| 9    | Anton Sanachev          | Russia      | 5h28'34"29 | 4     |
| 10   | Sebastiaan Reijnen      | Paesi Bassi | 5h31'27"02 | 3     |
| 11   | Brendan Capell          | Australia   | 5h32'41"97 | 2     |
| 12   | Rostislav Vitek         | Rep. Ceca   | 5h32'43"78 | 1     |
| 13   | Damián Blaum            | Argentina   | 5h32'48"18 |       |
| 14   | Gilles Rondy            | Francia     | 5h54'19"54 |       |
| 15   | Tihomir Ivanchev        | Bulgaria    | 5h56'35"41 |       |
| 16   | Scott Kaufmann          | Stati Uniti | 6h05'26"82 |       |
| -    | Toni Franz              | Germania    | DNF        |       |
| -    | Daniel Katzir           | Israele     | DNF        |       |
| -    | Maarten van der Weijden | Paesi Bassi | DNF        |       |
| -    | Mihajlo Ristovski       | Macedonia   | DNS        |       |
| -    | David Meca Medina       | Spagna      | DNS        |       |